# Passglas

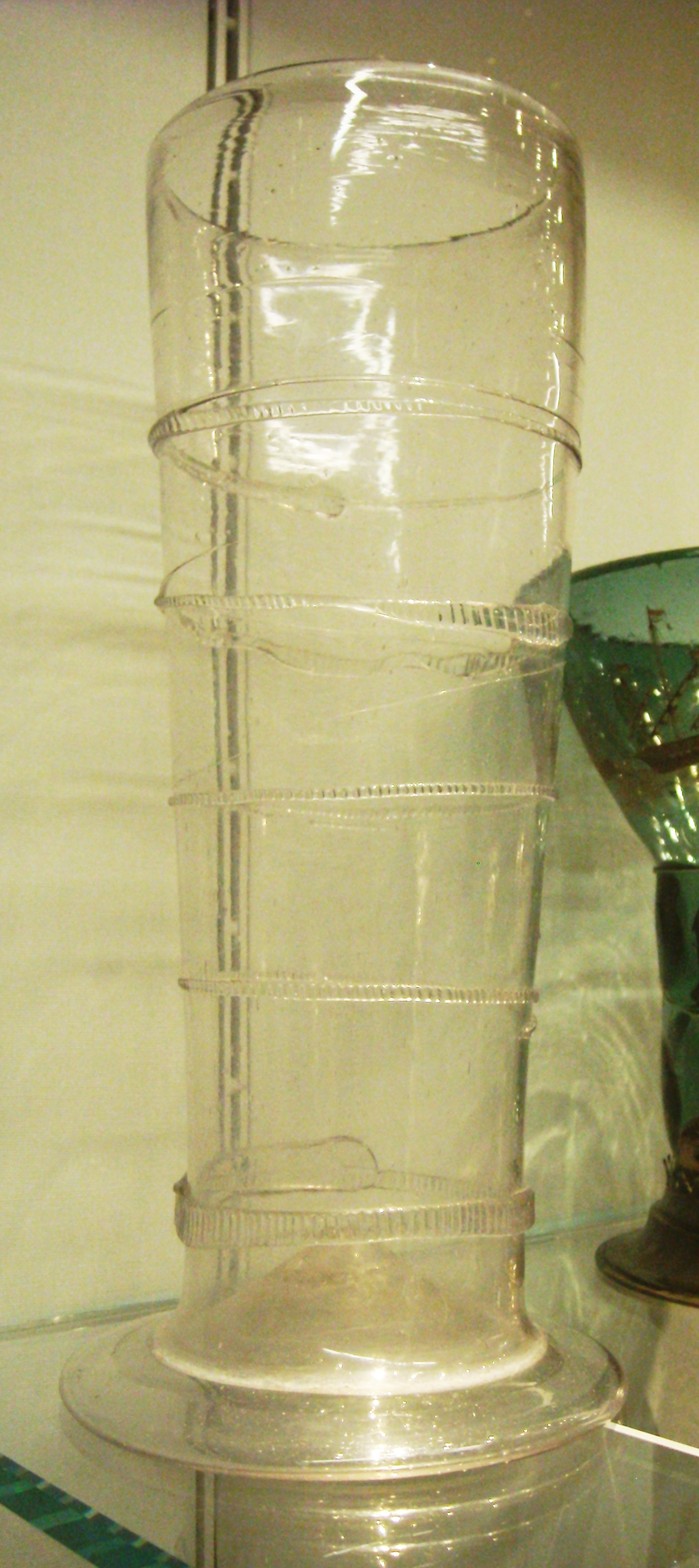
Passglas - Higgins Art Gallery e Museum, (Bedford)

Per passglas s'intende un bicchiere di vetro, stretto e alto, di forma quasi cilindrica e di grandi proporzioni, che presenta una serie di cerchi paralleli, realizzati a rilievo, ognuno dei quali indica la quantità di liquido, da bere in un sol sorso, oppure destinata a un unico commensale.

## Descrizione e storia

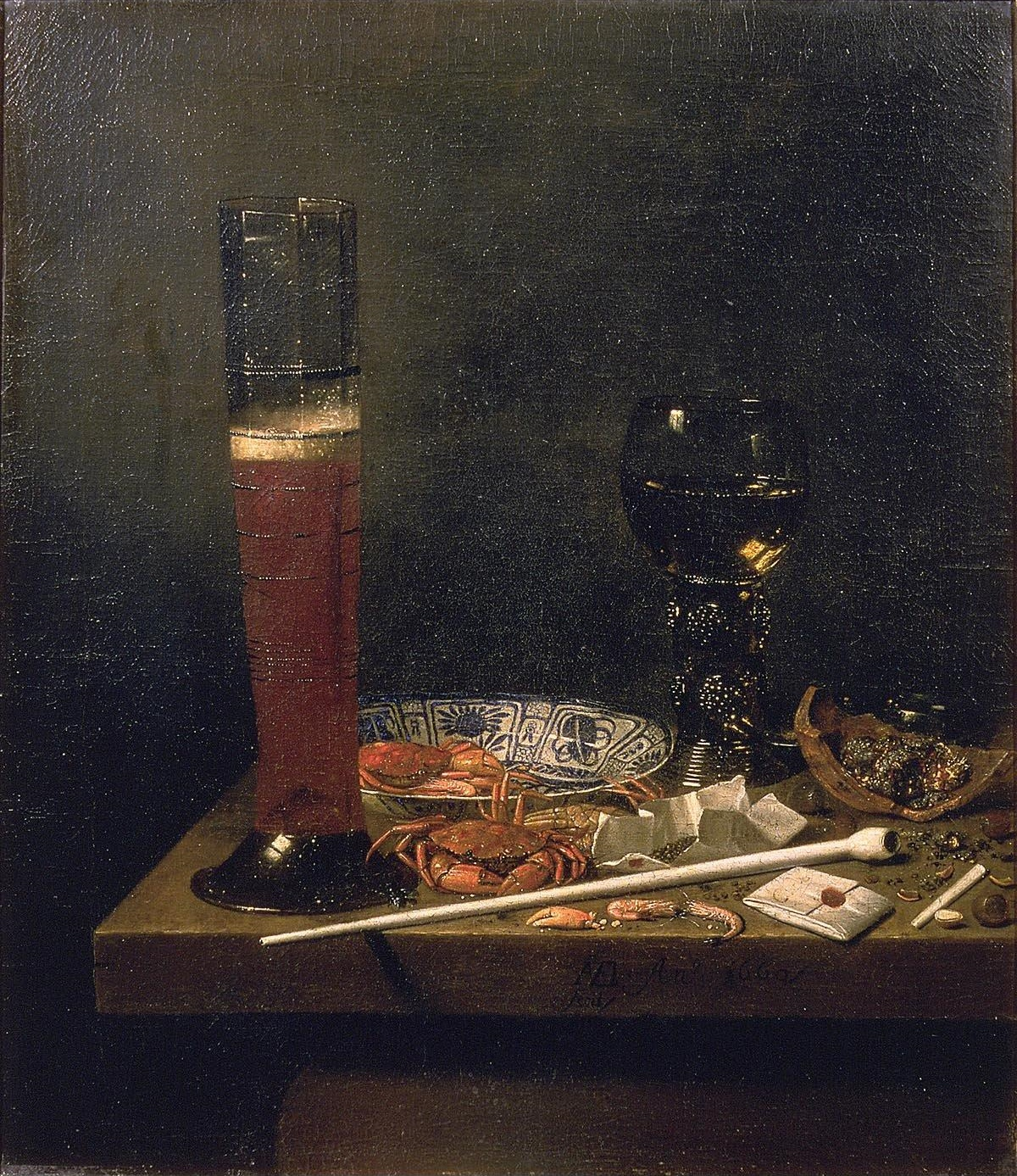
Jan Jansz van de Velde - Natura morta con bicchieri (Museo Mauritshuis, L'Aia)

I passglas, in vetro trasparente e in genere di colore bianco o bruno oppure verde, erano realizzati con la tecnica del vetro soffiato e la serie di cerchi o fili paralleli, a identica distanza e lievemente aggettanti, indicava la quantità di birra oppure di vino, da bere in una volta sola. A volte era decorato con piccole gocce o bugne, lievemente appuntite e realizzate in una tonalità di vetro più scura.
Questo bicchiere aveva preso il nome dal fatto che i commensali usavano scambiarselo, in modo da bere ognuno la stessa quantità di birra o di vino. Divenne di moda in Germania nel Sedicesimo secolo e il suo uso si diffuse poi in Centro Europa. Bicchiere una volta popolare, fu in uso anche nel Diciassettesimo secolo; ma oggi, per la sua fragilità, ne restano nei musei pochi esemplari. Il passglas in qualche caso è presente, come elemento decorativo, nelle nature morte di scuola tedesca e fiamminga.